# 38980 Gaoyaojie
38980 Gaoyaojie este un asteroid din centura principală de asteroizi.

## Descriere
38980 Gaoyaojie este un asteroid din centura principală de asteroizi. A fost descoperit pe 23 octombrie 2000 la Desert Beaver Observatory de William Kwong Yu Yeung. Asteroidul prezintă o orbită caracterizată de o semiaxă mare de 2,37 ua, o excentricitate de 0,28 și o înclinație de 6,5° în raport cu ecliptica.